# Goose Creek (Carolina del Sud)
Goose Creek és una població dels Estats Units a l'estat de Carolina del Sud. Segons el cens del 2000 tenia 29.208 habitants.

## Demografia
Segons el cens del 2000, Goose Creek tenia 29.208 habitants, 8.947 habitatges i 7.443 famílies. La densitat de població era de 355,9 habitants/km².
Dels 8.947 habitatges en un 49,7% hi vivien nens de menys de 18 anys, en un 68,9% hi vivien parelles casades, en un 10,6% dones solteres, i en un 16,8% no eren unitats familiars. En el 12,9% dels habitatges hi vivien persones soles el 2,9% de les quals corresponia a persones de 65 anys o més que vivien soles. El nombre mitjà de persones vivint en cada habitatge era de 2,94 i el nombre mitjà de persones que vivien en cada família era de 3,22.
Per edats la població es repartia de la següent manera: un 29,6% tenia menys de 18 anys, un 18,2% entre 18 i 24, un 32,5% entre 25 i 44, un 15,4% de 45 a 60 i un 4,3% 65 anys o més.
L'edat mediana era de 26 anys. Per cada 100 dones de 18 o més anys hi havia 120,3 homes.
La renda mediana per habitatge era de 45.919 $ i la renda mediana per família de 47.937 $. Els homes tenien una renda mediana de 31.965 $ mentre que les dones 23.754 $. La renda per capita de la població era de 16.905 $. Entorn del 5,8% de les famílies i el 6,8% de la població estaven per davall del llindar de pobresa.

## Poblacions més properes
El següent diagrama mostra les poblacions més properes.